# Szwajcaria na Letnich Igrzyskach Olimpijskich 1960
Szwajcarię na Letnich Igrzyskach Olimpijskich 1960 reprezentowało 149 zawodników (147 mężczyzn i 2 kobiety). Był to 14 start reprezentacji Szwajcarii na letnich igrzyskach olimpijskich.

## Zdobyte medale
| Medal  | Zawodnik                                         | Dyscyplina  | Konkurencja                        | Rezultat   |
| ------ | ------------------------------------------------ | ----------- | ---------------------------------- | ---------- |
| Srebro | Anton Bühler Hans Schwarzenbach Rudolf Günthardt | Jeździectwo | WKKW drużynowo                     | 386,02 pkt |
| Srebro | Gustav Fischer                                   | Jeździectwo | ujeżdżenie indywidualnie           | 2087 pkt   |
| Srebro | Hans Rudolf Spillmann                            | Strzelectwo | karabin dowolny trzy postawy 300 m | 1127 pkt   |
| Brąz   | Anton Bühler                                     | Jeździectwo | WKKW indywidualnie                 | -51,21 pkt |
| Brąz   | Henri Copponex Pierre Girard Manfred Metzger     | Żeglarstwo  | klasa 5,5 m                        | 5122 pkt   |
| Brąz   | Rolf Larcher Ernst Hürlimann                     | Wioślarstwo | dwójka podwójna                    | 6:50,59    |